# Robert von Bahr
Carl Robert Lauri von Bahr, född 27 augusti 1943 i Solna, är en svensk musikproducent och skivbolagsdirektör.
Robert von Bahr är utbildad musiklärare och sångpedagog vid Kungliga Musikhögskolan i Stockholm och har även studerat bland annat juridik vid Stockholms universitet. Han har arbetat som musiktekniker hos Stockholms Filharmoniska Orkester 1968–1973 och som grammofonproducent sedan 1970. Han grundade 1973 skivbolaget BIS, där han alltjämt är VD, och är också VD för musiknedladdningstjänsten eClassical AB.
Han har varit gift tre gånger: första gången 1970–1977 med flöjtisten Gunilla von Bahr, andra gången 1979–2001 med Marianne von Troil och tredje gången 2002–2010 med flöjtisten Sharon Bezaly, med vilken han återigen sambor. Han är son till civilingenjör Lars von Bahr och den finländska balettdansösen Margaretha von Bahr, född Wasenius. Han är halvbror till den finländske popsångaren Riki Sorsa.

## Priser och utmärkelser
- 1998 – Medaljen för tonkonstens främjande
- 2000 – Ledamot nr 933 av Kungliga Musikaliska Akademien
- 2008 – Musikexportprisets hederspris, "Life Time Achievement Award" för "utomordentliga insatser för svensk musik i utlandet"[8]
- 2009 – Grammis (IFPI:s hederspris)
- 1994 – Kgl Medaljen i 8:e storleken
- 1994 – Riddare av Finlands Lejons Orden
- 1996 – Riddare av Isländska Falkorden
- 1998 – Riddare av Estländska Maarjamaa-orden
- 2004 – Kommendör av Norska Förtjänstorden
- Tilldelats Japanska Utrikesdepartementets Stora Pris
- Recipient av Sibelius-Medaljen
- 2012 – Lifetime Achievement Award från ICMA (International Classical Music association)